# La camisa del hombre feliz
La camisa del hombre feliz es un cuento escrito por el escritor y novelista ruso León Tolstói (1828-1910), considerado como uno de los más grandes escritores de occidente y de la literatura mundial.

## Trama
Cuando el rey enfermó gravemente, de nada sirvieron todos los remedios que se pusieron a su disposición para que mejorara, por lo que prometió la mitad de sus posesiones a aquel que pudiera devolverle la salud. Y así fue como un trovador le indicó que sanaría si encontraba a un hombre feliz y vestía su camisa. Los emisarios del rey recorrieron todo el mundo buscándolo, pero no encontraron a nadie que estuviera completamente satisfecho y feliz. Sin embargo, cuando al fin lo hallaron, no encontraron el ansiado consuelo: el hombre feliz no tenía camisa y el rey murió al ver que no había ninguna camisa